# Guillermo (marcha orientalis)
Guillermo (II) fue margrave (comes terminalis, conde fronterizo) de la Marca de Panonia a mediados del siglo IX, hasta su muerte en la campaña contra los moravos en el 871. Por entonces, la marcha orientalis abarcaba una franja de territorio a lo largo del Danubio desde el Traungau a los ríos Szombathely y Raba, que englobaba el valle de Viena. Era la zona militar fronteriza que protegía al imperio frente a los ávaros.
Guillermo compartió el poder en la marca con su hermano Engelschalk I; los dos perecieron en la misma campaña. Les sucedió en el cargo Aribo, pero el hijo de Engelschalk, Engelschalk II, acaudilló a los hijos de los fallecidos en una rebelión contra él que se conoció con el nombre de «guerra de los Guillermidas» —nombre con el que se conocía a los descendientes del padre de Guillermo, Guillermo I—, que duró del 882 al 884.